# Adesmia aromatica
Adesmia aromatica es una especie de planta floral del género Adesmia, categorizada en la tribu Dalbergieae, de la subfamilia Faboideae.
Fue descrita por el botánico argentino Arturo Eduardo Burkart. Aparece registrada y publicada en una sección de la revista científica Darwiniana 14: 212 de 1966.

## Distribución
Especie nativa de Chile. Crece en el bioma subtropical.